# Margot Philipp
Margot Philipp, verheiratet Margot Medicus, (* 2. März 1941 in Wien; † 21. Juli 2004 in Zürich) war eine österreichische Schauspielerin.

## Leben

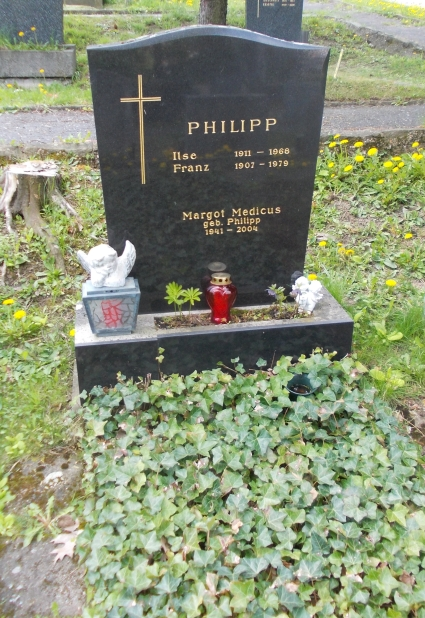
Grabstätte Margot Philipp

Die Schwester von Ulli Philipp nahm Schauspielunterricht bei Professor Helmuth Krauss in Wien und absolvierte eine zweijährige Tanzausbildung. Ihre Bühnenlaufbahn begann sie in Hamburg an der dortigen Kleinen Komödie und gehörte dann von 1961 bis 1965 zum Ensemble der Hamburger Kammerspiele.
Weitere Theaterstationen waren die Kleine Komödie München, das Frankfurter Kleine Theater im Zoo von Fritz Rémond junior, das Burgtheater in Wien, die Bregenzer Festspiele, das Schauspielhaus Düsseldorf, das Schauspielhaus Zürich, die Luisenburg-Festspiele bei Wunsiedel und zahlreiche Tourneen.
Seit Anfang der sechziger Jahre trat Margot Philipp auch im Fernsehen auf, neben Fernsehspielen auch in einigen Fernsehserien. In dem Spielfilm Autofahrer unterwegs übernahm sie die Hauptrolle. Bis Mitte der siebziger Jahre war sie zudem eine vielbeschäftigte Hörspielsprecherin. Sie übernahm dann die Theatergruppe „Bühne 64 Zürich“. Dieses Tourneetheater-Unternehmen leitete sie unter ihrem Ehenamen Margot Medicus (auch als „Tourneetheater Margot Medicus“) bis zu ihrem Tod.
1984 spielte sie in den Folgen 115 und 117 der Krimiserie Derrick als Innenarchitektin Ariane eine enge Freundin des Titelhelden.
Ihre letzte Ruhestätte befindet sich seit dem 31. Juli 2004 auf dem Neustifter Friedhof (Gruppe 14, Reihe 9, Nummer 26) in Wien.

## Filmografie
- 1960: Sie schreiben mit
- 1961: Auf den Straßen einer Stadt
- 1961: Der Bund der Haifische
- 1961: Die Schatten werden länger
- 1964: Der Fluggast
- 1964: Hafenpolizei (TV-Serie) – Reisebegleiterin gesucht
- 1965: Mariana Pineda
- 1966: Das Leben meines Bruders
- 1967: Sherlock Holmes (TV-Serie) – Das gefleckte Band
- 1967: Die Palme im Rosengarten
- 1967: Liebesgeschichten (TV-Serie)
- 1968: Ein Sarg für Mr. Holloway
- 1969: Köpfchen in das Wasser, Schwänzchen in die Höh’
- 1970: Ida Rogalski (TV-Serie) – Die Neue
- 1970: Die seltsamen Methoden des Franz Josef Wanninger (TV-Serie) - Ein gewisser Schliff
- 1971: Babysitter
- 1971: Merkwürdige Geschichten (TV-Serie) – Ein Toter als Lebensretter
- 1972: Hochzeit
- 1972: Nasrin oder Die Kunst zu träumen
- 1973: Die Tote von Pont Neuf
- 1974: Arme klauen nicht
- 1975: Jeder ist sich selbst der Nächste
- 1984: Derrick – Ein Spiel mit dem Tod (Fernsehserie)
- 1984: Derrick – Angriff aus dem Dunkel (Fernsehserie)